# Ninibeth Leal
 (mai 2014).
Si vous disposez d'ouvrages ou d'articles de référence ou si vous connaissez des sites web de qualité traitant du thème abordé ici, merci de compléter l'article en donnant les références utiles à sa vérifiabilité et en les liant à la section « Notes et références ».
Ninibeth Leal, née le 26 novembre 1971 à Maracaibo, est une femme d'affaires et mannequin vénézuélienne, qui a été élue Miss Monde 1991.

## Biographie

### Carrière
Après l'année de son règne, Ninibeth Leal a entamé une brève carrière en tant qu'actrice, en participant à un petit rôle dans le film vénézuélien Rosa de France sorti en 1995.

### Vie privée
Elle épouse un mannequin australien, Travers Beynon, dont il eut deux fils et se séparent en 2008, puis Ninibeth déménage pour vivre en Australie.